# Horace Archer Byatt

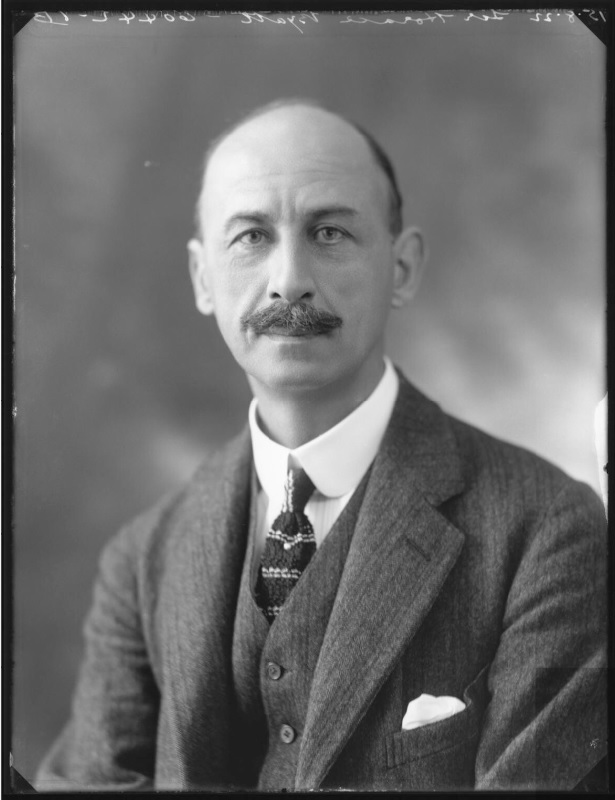
Horace Archer Byatt (1922)

Sir Horace Archer Byatt (* 22. März 1875; † 8. April 1933) war ein britischer Verwaltungsbeamter, der im Laufe seines Arbeitslebens in verschiedenen Kolonien eingesetzt wurde. Unter anderem war er Gouverneur der britischen Kolonien Tanganjika und Trinidad und Tobago.

## Leben
Byatt begann seine berufliche Laufbahn im Kolonialdienst 1899 in Nyasaland. Von Juli 1911 bis 1914 war er Commissioner in Britisch-Somaliland und wurde im Mai 1914 Kolonialsekretär von Gibraltar. 1915 wurde er Vizegouverneur von Malta.
Nachdem die britischen Streitkräfte im Ersten Weltkrieg auch den nördlichen Teil Tanganjikas besetzten, das bis dahin als Teil Deutsch-Ostafrikas unter deutscher Verwaltung stand, wurde er ab dem 9. Oktober 1916 mit der Generalverwaltung des britisch besetzten Gebietes beauftragt. Am 1. Januar 1918 wurde er zum Knight Commander des Order of St Michael and St George geadelt. Nachdem Tanganjika 1919 ganz den Briten zugesprochen wurde, wurde er am 22. Juli 1920 erster Gouverneur Tanganjikas. Dieses Amt bekleidete er offiziell bis zum 5. März 1925. 1924 heiratete er die Krankenschwester Olga Campbell aus der schottischen Familie Campbell of Arduaine. Aus der Ehe gingen die gemeinsamen Söhne namens Hugh, Robin und David hervor. Ab 1924 war er auch Gouverneur und Oberbefehlshaber von Trinidad und Tobago und wurde in Tanganjika durch John Scott vertreten. 1930 wurde er als Gouverneur von Trinidad und Tobagos durch Sir Alfred Claud Hollis abgelöst. Am 1. Januar 1930 wurde er zum Knight Grand Cross des Order of St Michael and St George erhoben.
In England bewohnte er Meesden Hall in Meesden bei Buntingford in Hertfordshire.